# 青い車 (曲)
「青い車」（あおいくるま）は、日本のロックバンド・スピッツの楽曲。1994年7月20日にポリドールより通算9作目のシングルとして発売。

## 概要
前作「空も飛べるはず」と同時期にレコーディング。テレビ朝日『OH!エルくらぶ』のエンディングテーマに使用された。
当時の楽曲では前シングルと今作のみ、プロデューサーが笹路正徳ではなく土方隆行となっている（詳細は「空も飛べるはず#概要」を参照）。5thアルバム『空の飛び方』には、笹路監修の下にリミックスが施されたアルバムバージョンとして収録。
草野は元々ゆったりとしたアレンジを想定していたが、リハーサルに草野が遅刻したために他のメンバーが草野抜きでアレンジをし、このようなミドルテンポのアレンジとなった。草野は自分が遅刻したため、このアレンジに対し文句を言えなかったが、後にこのアレンジの方が気に入ったという。また、メンバーは「この曲がなかったら今のスピッツはなかった」と語っている。
当初は現在のカップリングの「猫になりたい」がA面の予定であった。そのためシングルのジャケットも猫の置物の写真になっており、B面に変更されてもそのまま表ジャケットとして使用された。
メンバーは七夕である7月7日のリリースを希望したが、当時は定期発売日になかったために断念することとなった。この願いは翌年の「涙がキラリ☆」で実現した。
「猫になりたい」は、ファンクラブイベントの人気投票で初の殿堂入りを果たすなど、知る人ぞ知る名曲として高い人気を誇る。2003年に放送されたドラマ「恋する日曜日」第1シリーズ第25話『猫』の主題歌となった。

## 収録曲
全作詞、作曲:草野正宗　全編曲:土方隆行 & スピッツ
1. 青い車
2. 猫になりたい

## 収録アルバム
青い車
- 空の飛び方 (Album Versionでの収録)
- RECYCLE Greatest Hits of SPITZ
- CYCLE HIT 1991-1997 Spitz Complete Single Collection

猫になりたい
- 花鳥風月

## 演奏
- 草野マサムネ: Vocals
- 三輪テツヤ: Guitars
- 田村明浩: Bass Guitar
- 﨑山龍男: Drums

猫になりたい
- 藤井理央: Keyboards

## カバー
スピッツのトリビュート・アルバム『一期一会 Sweets for my SPITZ』（2002年）にて、ゲントウキがカバーした。また、カップリング曲の「猫になりたい」も、同アルバムにてつじあやのがカバーしている。
その後、2008年にbirdがカバー・アルバム『MY LOVE』でカバーしている。